# Coleomegilla

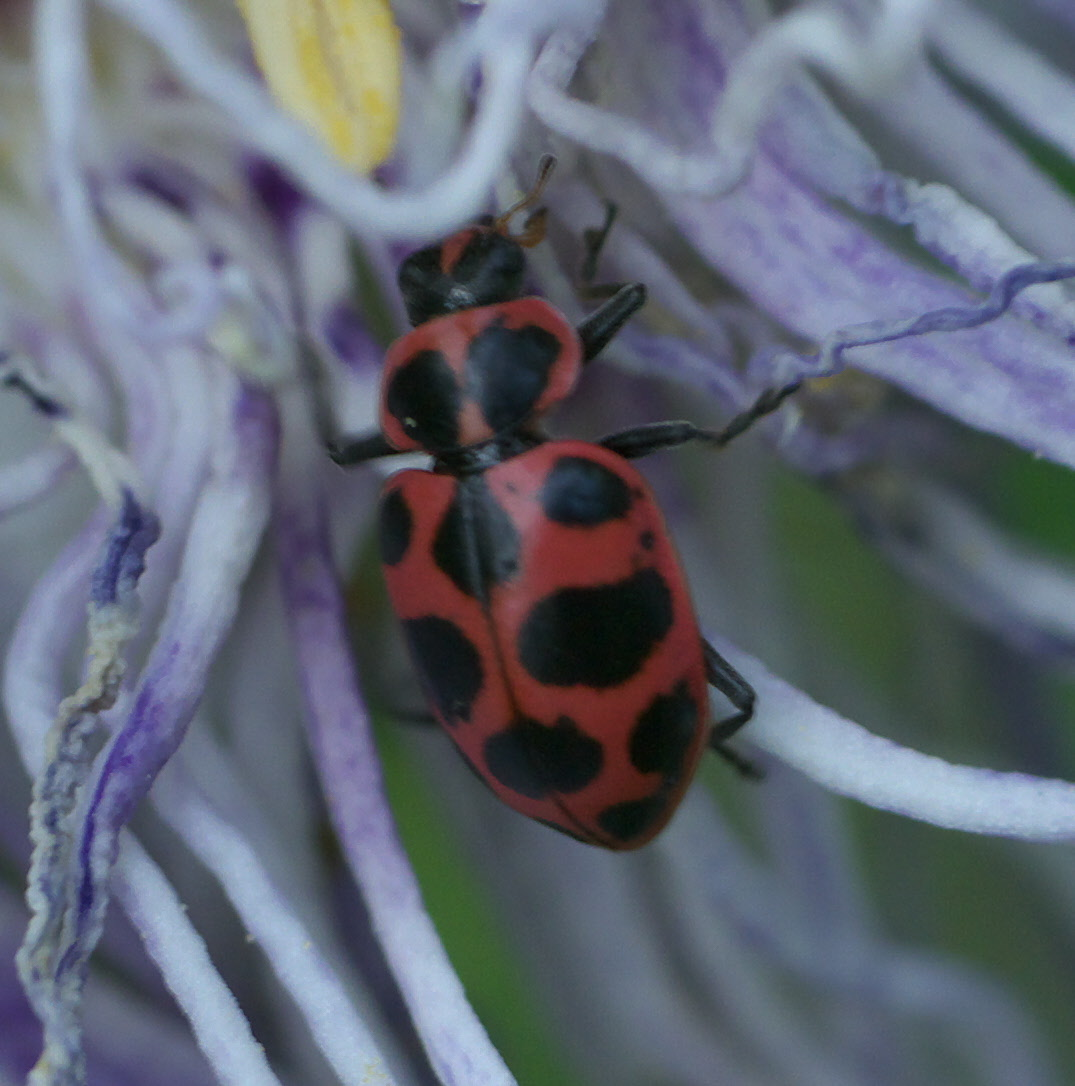
Coleomegilla maculata

Coleomegilla es un género de mariquitas de la familia Coccinellidae. Hay al menos tres especies descritas en Coleomegilla. Es posible que C. maculata sea un complejo de especies, algunas subespecies son incompatibles sexualmente.
El adulto mide 5-6 mm, la larva llega a alcanzar 9 mm. Prefiere hábitats húmedos, donde puede llegar a ser abundante. Se encuentra en Norteamérica, América Central y llega hasta Sudamérica.

## Especies
Estas tres especies pertenecen al género Coleomegilla:
- Coleomegilla cubensis (Casey, 1908)
- Coleomegilla maculata (De Geer, 1775) (mariquita rosa)
- Coleomegilla quadrifasciata (Guérin-Méneville, 1842)

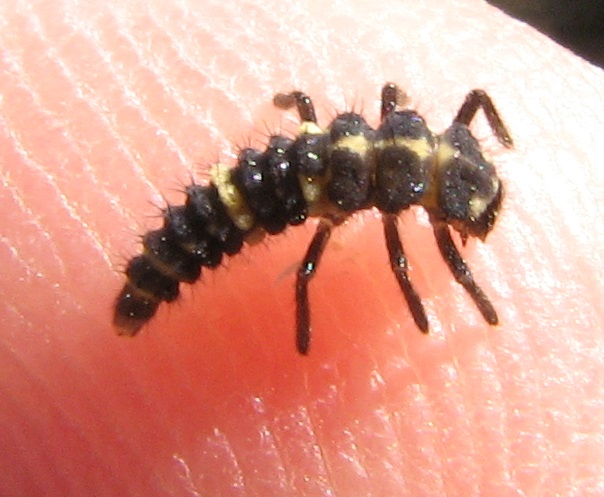
Larva de C. maculata lengi.